# 22 Calíope
22 Calíope é um grande asteroide tipo M descoberto por John Russell Hind em 16 de novembro de 1852. Possui um semieixo maior de 2,9101 UA e um período orbital de 4,96 anos.
Calíope é um pouco alongado, com um diâmetro de 166 km, e é levemente assimétrico, como mostrado por imagens tiradas com o Very Large Telescope no Observatório Europeu do Sul. Esse diâmetro, que foi medido em observações de eclipses mútuos de Calíope e Lino, é 8% menor que o determinado pelo satélite IRAS na década de 1980.
Calíope possui um satélite natural conhecido, Lino, ou (22) Calíope I Lino. Ele é bem grande, com um diâmetro de 28 km, e orbita Calíope a uma distância de cerca de 1 100 km, equivalente a 13,2 vezes o raio de Calíope. Lino foi descoberto em 29 de agosto de 2001 por Jean-Luc Margot e Michael E. Brown, enquanto outra equipe liderada por William Merline detectou a lua independentemente três dias depois.
Este asteroide recebeu este nome em homenagem à musa Calíope da mitologia grega. 